# Imma alienella
Imma alienella is een vlinder uit de familie van de Immidae. De wetenschappelijke naam van de soort is voor het eerst geldig gepubliceerd in 1864 door Francis Walker.